# Barima-Waini

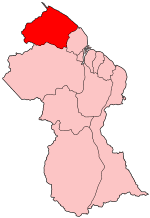
Regionens läge i Guyana.

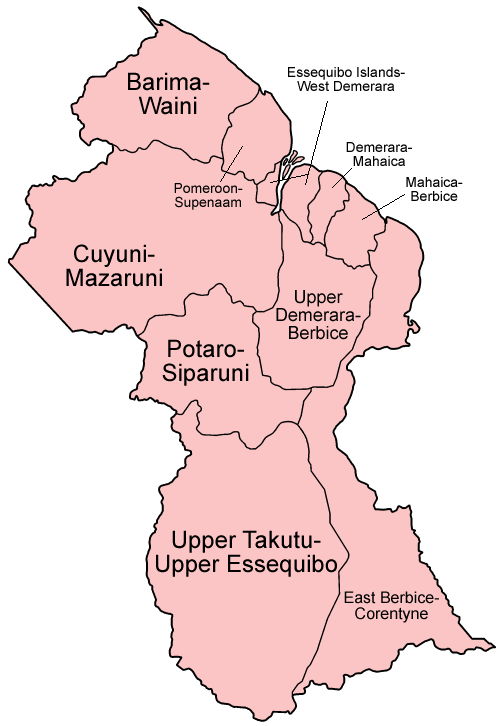
Guyanas 10 regioner.

Regionen Barima-Waini (Region 1 - Barima-Waini) är ett av Guyanas 10 Administrativa regioner.

## Geografi
Barima-Waini har en yta på cirka 20 339 km² med cirka 24 200 invånare. Befolkningstätheten är 1 invånare/km².
Huvudorten är Mabaruma med cirka 900 invånare.

## Förvaltning
Regionen förvaltas av en Regional Democratic Council (Regionala demokratiska rådet) som leds av en Chairman (Ordförande). Regionens ordningsnummer är 1 och ISO 3166-2-koden är "GY-BA".
Barima-Waini är underdelad i 5 Neighbourhood Democratic Councils (distrikt):
Ordinarie:
- Mabaruma / Kumaka / Hosororo
- Matthews Ridge / Arakaka (Matakai) / Port Kaituma

Ej ordinarie:
- Barima / Amakura
- Waini
- Övriga områden

Den nuvarande regionindelningen om 10 regioner infördes 1980.